# Palermo FC
Palermo Football Club – włoski klub piłkarski założony 1 listopada 1900 z siedzibą w mieście Palermo na Sycylii. Obecnie występuje w Serie B.

## Historia
Chronologia nazw:
- 1900: Anglo-Palermitan Athletic and Foot-Ball Club
- 1907: Palermo Foot-Ball Club
- 1919: klub rozwiązano
- 1920: Unione Sportiva Palermo – po reorganizacji klubu Racing FBC
- 1924: Palermo Football Club
- 1927: klub rozwiązano
- 1928: Palermo Football Club – po reorganizacji klubu Vigor
- 1935: Associazione Calcio Palermo
- 1940: klub rozwiązano
- 1941: Unione Sportiva Palermo-Juventina – po reorganizacji klubu Juventina Palermo
- 1944: Unione Sportiva Palermo
- 1968: Società Sportiva Calcio Palermo
- 1987: klub rozwiązano
- 1987: Unione Sportiva Palermo
- 1994: Unione Sportiva Città di Palermo
- 2019: klub rozwiązano
- 2019: Palermo Società Sportiva Dilettantistica
- 2020: Palermo Football Club

Założony został w roku 1900 jako Anglo Panormitan Athletic and Football Club, w 1907 zmienił nazwę na Palermo FBC i przybrał różowo-czarne barwy. W sezonie 2004/2005 był jednym z czołowych zespołów Serie A, zajął 6. miejsce w ligowej tabeli i zakwalifikował się do Pucharu UEFA, w którym zajął 1. miejsce w swojej grupie i ostatecznie dotarł do 1/8 finału. W sezonie 2022/23 drużyna występuje w rozgrywkach Serie B. Palermo to trzykrotny finalista Pucharu Włoch.

## Sukcesy
- Finalista Pucharu Włoch: 3
  - 1973/1974, 1978/1979, 2010/2011
- Zwycięstwo w Serie B: 4
  - 1931/1932, 1947/1948, 1967/1968, 2003/2004
- Zwycięstwo w Serie C: 1
  - 1941/1942
- Zwycięstwo w Serie C1: 3
  - 1984/1985, 1992/1993, 2000/2001
- Zwycięstwo w Serie C2: 1
  - 1987/1988

## Stadion
- Nazwa: Stadio Renzo Barbera
- Pojemność: 37 242
- Data otwarcia: 24 stycznia 1932
- Wymiary boiska: 105 × 68 m

## Obecny skład
stan na 12 września 2023
| Nr | Poz. | Piłkarz                |
| -- | ---- | ---------------------- |
| 1  | BR   | Sebastiano Desplanches |
| 2  | OB   | Simon Graves           |
| 3  | OB   | Kristoffer Lund        |
| 4  | PO   | Claudio Gomes          |
| 5  | OB   | Fabio Lucioni          |
| 6  | PO   | Leo Štulac             |
| 7  | NA   | Leonardo Mancuso       |
| 8  | PO   | Jacopo Segre           |
| 9  | NA   | Matteo Brunori         |
| 10 | NA   | Francesco Di Mariano   |
| 11 | NA   | Roberto Insigne        |
| 12 | BR   | Manfredi Nespola       |
| 13 | BR   | Adnan Kanurić          |

| Nr | Poz. | Piłkarz               |
| -- | ---- | --------------------- |
| 15 | OB   | Ivan Marconi          |
| 17 | NA   | Federico Di Francesco |
| 18 | OB   | Ionuț Nedelcearu      |
| 20 | PO   | Aljosa Vasic          |
| 22 | BR   | Mirko Pigliacelli     |
| 25 | OB   | Alessio Buttaro       |
| 27 | NA   | Edoardo Soleri        |
| 30 | PO   | Nicola Valente        |
| 31 | OB   | Giuseppe Aurelio      |
| 32 | OB   | Pietro Ceccaroni      |
| 37 | OB   | Aleš Matějů           |
| 53 | PO   | Liam Henderson        |
| 80 | PO   | Mamadou Coulibaly     |

## Europejskie puchary
Legenda do wszystkich tabel:
- Q – runda eliminacyjna, 1/16, 1/8, 1/4, 1/2 – odpowiednia faza rozgrywek, Grupa – runda grupowa, 1r gr – pierwsza runda grupowa, 2r gr – druga runda grupowa, F – finał, R – runda, PO – play-off
- k. – rzuty karne, los. – losowanie, Dogr. – dogrywka, w. – zasada bramek strzelonych na wyjeździe

| Sezon   | Rozgrywki   | Runda   | Klub                 | Dom | Wyjazd | Ogólnie     |
| ------- | ----------- | ------- | -------------------- | --- | ------ | ----------- |
| 2005/06 | Puchar UEFA | 1R      | Anorthosis Famagusta | 2–1 | 4–0    | 6–1         |
| 2005/06 | Puchar UEFA | Grupa B | Maccabi Petah Tikwa  |     | 2–1    | 1. miejsce  |
| 2005/06 | Puchar UEFA | Grupa B | Lokomotiw Moskwa     | 0–0 |        | 1. miejsce  |
| 2005/06 | Puchar UEFA | Grupa B | RCD Espanyol         |     | 1–1    | 1. miejsce  |
| 2005/06 | Puchar UEFA | Grupa B | Brøndby IF           | 3–0 |        | 1. miejsce  |
| 2005/06 | Puchar UEFA | 1/16    | Slavia Praga         | 1–0 | 1–2    | 2–2, w.     |
| 2005/06 | Puchar UEFA | 1/8     | FC Schalke 04        | 1–0 | 0–3    | 1–3         |
| 2006/07 | Puchar UEFA | 1R      | West Ham United      | 3–0 | 1–0    | 4–0         |
| 2006/07 | Puchar UEFA | Grupa H | Eintracht Frankfurt  |     | 2–1    | 4. miejsce  |
| 2006/07 | Puchar UEFA | Grupa H | Newcastle United     | 0–1 |        | 4. miejsce  |
| 2006/07 | Puchar UEFA | Grupa H | Fenerbahçe SK        |     | 0–3    | 4. miejsce  |
| 2006/07 | Puchar UEFA | Grupa H | Celta Vigo           | 1–1 |        | 4. miejsce  |
| 2007/08 | Puchar UEFA | 1R      | FK Mladá Boleslav    | 0–1 | 1–0    | 1–1, k: 2–4 |
| 2010/11 | Liga Europy | PO      | NK Maribor           | 3–0 | 2–3    | 5–3         |
| 2010/11 | Liga Europy | Grupa F | CSKA Moskwa          | 0–3 | 1–3    | 3. miejsce  |
| 2010/11 | Liga Europy | Grupa F | Sparta Praga         | 2–2 | 2–3    | 3. miejsce  |
| 2010/11 | Liga Europy | Grupa F | Lausanne Sports      | 1–0 | 1–0    | 3. miejsce  |
| 2011/12 | Liga Europy | 3Q      | FC Thun              | 2–2 | 1–1    | 3–3, w.     |